# Інститут червоної професури при ВУЦВК
Інститут червоної професури при ВУЦВК (1932—1937) — вищий навчальний заклад з підготовки викладачів суспільних наук для вишів, а також працівників науково-дослідних установ, центральних партійних та державних органів. Курс навчання тривав три роки. Створений у січні 1934 в ході реорганізації інститутів червоної професури, що постали 1932 року на базі навчальних частин Всеукраїнської асоціації марксистсько-ленінських інститутів (ВУАМЛІН) у Харкові.
Утворений єдиний Інституту червоної професури мав сім відділень:
- економічне
- філософське
- історичне
- раданського будівництва і права
- літератури
- підготовки кадрів Інституту червоної професури
- заочної аспірантури.

Від вересня 1934 інститут функціонував у Києві.
Директорами Інституту червоної професури в різний час були: С. М. Цареградський, Я. C. Блудов, З. A. Ашраф'ян, А. Г. Сенченко, Л. Гіттель. В листопаді 1937 на базі інституту було створено Інститут підготовки викладачів соціально-економічних дисциплін вузів і втузів (вищих технічних навчальних закладів при заводах).